# العقيدة التجديدية السوسنية

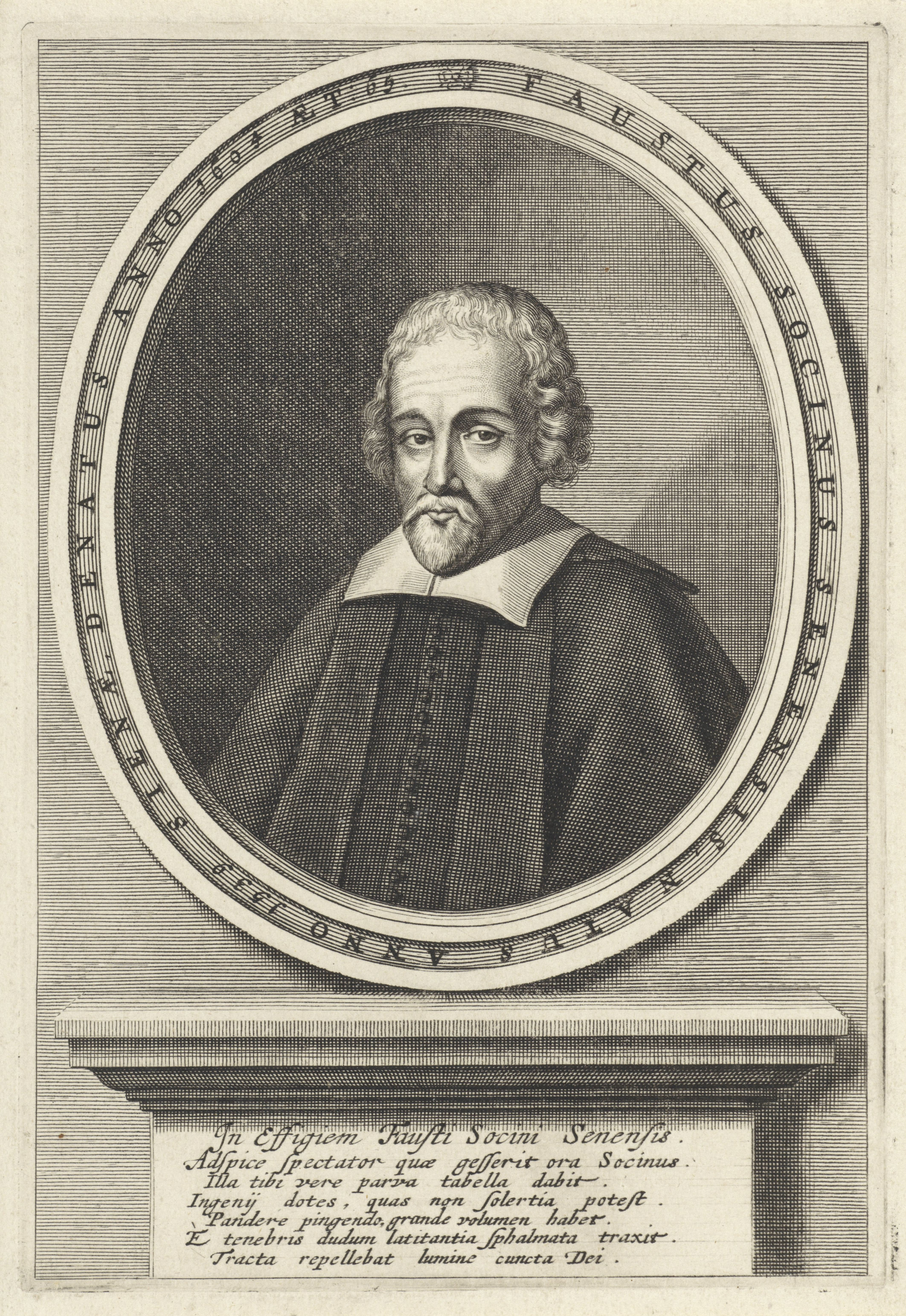
فاوتزو سوسني (1539–1604), أحد أشهر أسماء السوسنية

 العقيدة التجديدية السوسنية  هو نظام من العقيدة المسيحية أنشئه فاوتزو سوسني (باللاتينية: Faustus Socinus)، والذي تم تطويره بين الأخوة البولنديين في كنيسة بولندا الإصلاحية الصغرى خلال القرنين السادس عشر والسابع عشر و احتضنته الكنيسة التوحيدية في ترانسيلفانيا خلال نفس الفترة. ومن أشهرها علم الكرستولوجيا ال لا ثالوثية -أي تؤمن بأن يسوع الناصري لم يكن إلهي القُدرة- ولكنه يحتوي على عدد من المعتقدات غير التقليدية الأخرى كذلك.